# Santuario di Nostra Signora della Guardia (San Giovanni Incarico)
Il santuario di Nostra Signora della Guardia, conosciuto semplicemente come santuario della Madonna della Guardia, è una chiesetta situata sul monte San Maurizio a San Giovanni Incarico.
Il complesso è stato restaurato ed ampliato nel 1824 ad opera dell'allora prefetto di Napoli, come ricorda una lapide posta all'esterno della stessa Chiesa. Il paese all'epoca infatti faceva parte del Regno delle Due Sicilie. Sul sito un tempo sorgeva un'antica chiesetta dedicata a San Maurizio le cui prime notizie documentate risalgono al 1043; in seguito l'edificio religioso fu abbandonato e vi venne stabilito un posto di vedetta, in particolar modo per scongiurare il territorio dalle scorribande dei saraceni. Fu molto probabilmente in questo periodo che sulla chiesetta venne portata una statua della Madonna, da qui il titolo "della Guardia" affinché proteggesse il territorio. Gravemente danneggiato durante la seconda guerra mondiale il santuario venne restaurato nel 1948.
Il santuario si presenta con una pianta a croce latina. L'altare maggiore è sormontato dalla nicchia che abitualmente conserva la statua della Vergine, caratterizzata, come da tradizione spagnola, da vestiti di stoffa e capelli reali, nonché da gioielli, che nel corso del tempo i devoti le hanno donato. Nella cappella di destra è presente anche una piccola statua della Madonna di Loreto. Alle spalle del santuario, vi è quella che un tempo era l'abitazione del custode, oggi adibita a sede della Pia Congregazione della Vergine S.S. della Guardia.
Nell'anno 2015 è stato celebrato presso il Santuario un Giubileo Straordinario, in occasione del "millenario" di fondazione. Secondo alcune ricerche infatti, già da poco dopo l'anno mille si hanno notizie di un luogo di culto sul monte che sovrasta San Giovanni Incarico. Inoltre è stato scelto l'anno 2015 anche in ricordo della solenne incoronazione della statua della Madonna avvenuta nel 1915. La solenne celebrazione di apertura della Porta Santa, presieduta dal Vescovo della Diocesi di Sora-Cassino-Aquino-Pontecorvo, Sua Ecc.za Mons. Gerardo Antonazzo, ha visto la partecipazione di migliaia di persone, provenienti anche dai paesi limitrofi e non solo. Inoltre a Settembre, per la cerimonia conclusiva del Giubileo Straordinario, il Santuario ha ricevuto la visita del Card. Angelo Bagnasco, presidente della C.E.I. nonché arcivescovo di Genova. A Genova infatti è presente uno dei più grandi e famosi santuari dedicati a Maria SS.ma della Guardia, con il quale il santuario di San Giovanni Incarico è gemellato.
Il Santuario gode altresì il privilegio di essere aggregato all'Arcibasilica Papale di San Giovanni in Laterano, motivo per cui gode delle stesse indulgenze e privilegi concessi alla Basilica Lateranense.

## La fiaccolata
La festa è fissata il martedì dopo la Pentecoste. La sera prima (lunedì) una fiaccolata accompagna la processione con la statua della Madonna con Bambino dal santuario fino alla chiesa di San Giovanni Battista sita nel centro storico del paese.
La mattina del martedì, il giorno della festa, lungo le vie del paese si svolge una seconda processione.